# Alphonse Castex
Alphonse Castex (6 de janeiro de 1899 — 16 de dezembro de 1969) foi um jogador de rugby union francês, medalhista olímpico.

## Carreira
Durante sua carreira esportiva, esteve associado ao Racing Club de France. Ele integrou a equipe da Seleção da França que conquistou a medalha de prata nos Jogos Olímpicos de Verão de 1920 em Antuérpia. Na partida disputada no Estádio Olímpico em 5 de setembro de 1920, os franceses perderam para a seleção dos Estados Unidos por 0–8. Como esta foi a única partida disputada nesta competição, significou que conquistaram a medalha de prata.